# Lycenchelys rosea
Lycenchelys rosea är en fiskart som beskrevs av Toyoshima, 1985. Lycenchelys rosea ingår i släktet Lycenchelys och familjen tånglakefiskar. Inga underarter finns listade i Catalogue of Life.